# Lenzites betulinus
Lenzite du bouleau
Espèce
Lenzites betulinus, la Lenzite du bouleau, est une espèce de champignons basidiomycètes de la famille des Polyporaceae.

## Description

### Corps
Sessile, dur ou coriace, se présentant sous la forme d'un plateau semi-circulaire, à surface irrégulière, sillonné de zones concentriques blanches, brunes ou grises, recouvert de poils fins de teinte verdâtre.

### Lamelles
Épaisses, dures, bifurquées, anastomosées à proximité du bord, de couleur jaune pâle ou gris-paille.

### Chair
Blanche, dure, cotonneuse.

### Spores
4-6 x 1,5-2,0 mm, lisses, hyalines, cylindriques ou subcylindriques, blanches dans la masse.

## Habitat
Il pousse sur le bois de feuillus vivant ou mort, tout au long de l'année.

## Comestibilité
Non comestible, car chair ligneuse.

## Espèces semblables
- Stereum hirsutum
- Trametes hirsuta
- Trametes versicolor

## Étymologie
Du latin betulinus, bouleau, son hôte préféré.